# エドワード・ベネット

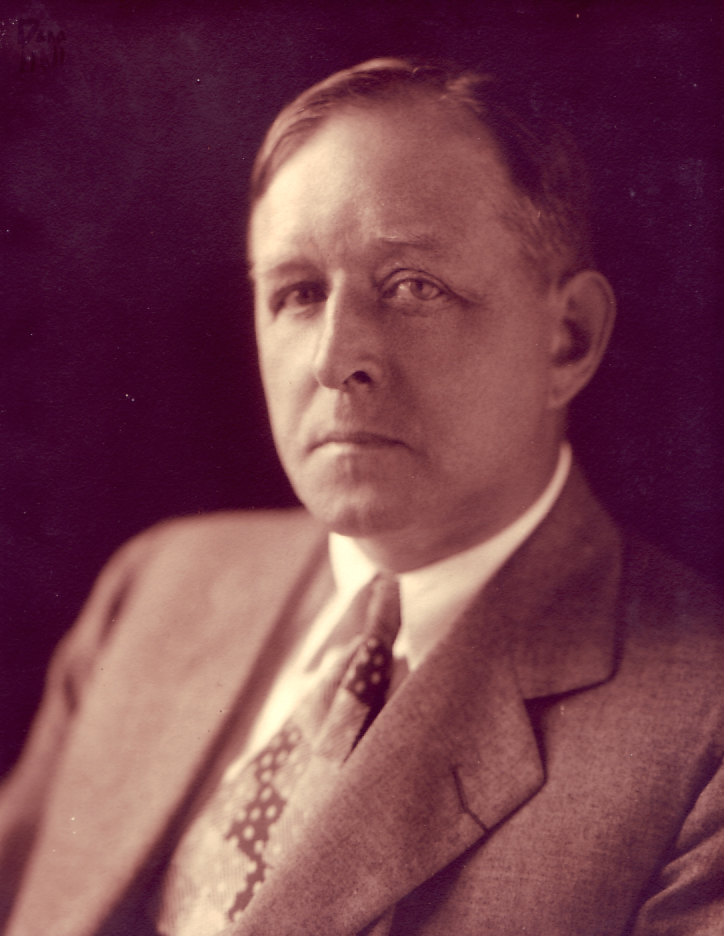
エドワード・ベネット

エドワード・ベネット（エドワード・ハーバート・ベネット、Edward Herbert Bennett、1874年 - 1954年）は、シカゴの都市計画「The Plan of Cicago」などで知られる都市計画家。建築家。ダニエル・バーナムらとシカゴ計画と諸施設などを手がけたことで知られる。このほか都市設計ツールとしてゾーニング条例および輸送との調査地域計画のといった方面の先駆者であった。計画家としてのキャリアをみると、深く関与したイリノイ州やカリフォルニア州だけでなく、全米でもフロリダ州ほか約20の州で計画に関与していたという。
一人息子、ベネット・ジュニアもまた建築家。
代表作品にはシカゴ計画の他、シカゴにはアメリカを代表する大規模な噴水の一つで1927年完成したバッキングハム・ファウンテンやミシガン通り橋、グラント・パーク (シカゴ)、ミレニアムパークに取り込まれた柱廊などがあり、この他にシビックセンターパーク（コロラド州デンバー）1915年のオタワ都市計画（カナダ）1924年から担当したルイス・ムニョス・リベラパーク（プエルトリコ・サンファン）などがある。
手がける建築はほとんどが自身が受けた教育からボザール様式の伝統を反映しているが、ノースカロライナ州トライオンの芸術家のコロニーの1つにあるパーソナル・スタジオと他の家群など、モダンデザインなものもここにだけ設計されていることが知られている。

## 略歴
イギリス・ブリストル生まれ。1874年に、サンフランシスコに移住。
建築を1895年から1902年にフランス・パリのエコール・デ・ボザールで学ぶ。
卒業後、短期間ながらニューヨークの著名な建築家ジョージB.ポストの元に勤める。
このポストの推薦によってダニエル・バーナムが手がけるウェストポイントの陸軍士官学校を支援するためシカゴに赴く。
バーナムは、ベネットの才能を非常に高く評価し、1903年に彼を依頼がきていたサンフランシスコ都市計画の担当に抜擢し、その後シカゴの計画にも関与させる。完成したサンフランシスコの計画は1906年に起こった地震の余波で実施されなくなったが、ベネットは引き続きバーナムとともにシカゴの計画を1909年に完成させ、バーナムの協同者としてよく知られるようになった。バーナムは、シカゴの計画のための資金と、計画案の視認性をベネットに意識させ、ベネットも実際のレイアウトや空間構成を非常によく理解し、今日ゼネラルプランとして知られている図面を完成させている。
こうしてシカゴの計画で、バーナムとベネットは、街に美の哲学を与える報告書を作成し報告した。ベネットは、シカゴの残りの業務ためプロフェッショナルな姿勢で取り組む。彼も委員を務めたシカゴの計画委員会で実質的な民間慣行や都市プランナーとして全国的な名声を得た。
ベネットは、シカゴの後、ハワード・ヴァン・ドーレン・ショーの元でも訓練を受けた。
また1905年からバーナムは、ウィリアム・パーソンズやハリー・フロストらと大小の多くの都市に計画コンサルタントを務めていた。ベネットをパートナースタッフとして迎え、この実績からベネットは全米各地で数多くの都市設計に匹敵する計画を、ミネアポリス開発、デトロイト、およびオレゴン州ポートランドと次々と行っていくことになる。 
1916年にベネットはオリジナルジョーンズ不動産の北東角に、その不動産「バガテル」を設計し、構築（パリのブローニュの森にあるシャトー・ド・バガテルから）。家は現在でもレイクフォレストのグリーンベイ・ロードの角に立っている。中央の噴水との古典的な庭園は、シカゴの湖畔グラントパークとバッキンガム噴水エコーの模倣である。またレイクフォレストのすぐ西に酪農用の隠れ家を所有していた。
長年にわたり、ベネットのオフィスはシカゴで80 E.ジャクソンのサンタフェビルのペントハウスに位置していた。このオフィスからその景色は、シカゴの計画案の一部として設計された公園などを含め、バッキンガム噴水、元の柱廊今日のミレニアムパークを眺められた。息子EHベネットJrは後で後半1960年代を通じて、これと同じ事務所を主宰した。
このほか、シカゴ商業クラブに、通常のような準公的または商業的利益のために頻繁に、コンサルタントを務める。街の彼のビジョンは、ボザールの設計原則の適用に形成された軸性効率化のための機能の体系的順序と相まって、市民のランドマークとして、記念碑的な公共建築物の取り込んでいる。
技術的および審美的な理想についてのベネットのアイデアは、民主主義社会における都市のユーティリティと美しさの重要な例としてしられる。そのため、地方都市のサービスの組織とその街の個々の市民の楽しみの両立を懸案していた。こうして交通計画、政府と市民の構造物の配置、ゾーニング、公園や公共の楽しみのために公共空間の創出の重要性を実現していく。 
第一次世界大戦後、大恐慌で仕事量が減少し計画作業の性質が変更。完全に1920年代以降からベネット会社の仕事の4分の3が正式な都市計画機関のためではなく、独立したビジネスや市民団体のためとなる。
1920年代後半から1933年の開催まで、シカゴ万国博覧会 (1933年)の計画に関与し、パビリオンもいくつか設計している。
1927年から1937年まで、ホワイトハウスと米国議会議事堂、連邦政府機関が建つワシントンD.C.・フェデラル・トライアングルに、国立公文書記録を管理収容するために政府の大規模な施設の建設を行う建築家の会の会長を務めている。
彼のパートナーの引退と死去をきっかけにベネットは1944年に引退、退職後の人生の最後の十年を費やした。
1953年に、シカゴ美術館についての論文を発表。
これらは数十年にわたって建築家の息子ベネットジュニアから追加の贈物や遺贈によって補完。
生前の原稿材料、毎日の日記、写真、図面、新聞の切り抜き、および公刊された都市計画などの所有資料はエドワード・H・ベネットコレクションとして現在、ライアーソン＆バーナム図書館でシカゴ美術館によって保持されている。
遺族からはこの他、レイクフォレストカレッジシカゴ、サンフランシスコの計画のための彼の個人的なノートブックを含むベネットの個人的な書類、図面や写真の実質的なコレクションを寄贈。これらの資料は、レイクフォレスト大学図書館でオンラインでもみることができる。